# Francesco Rossi (calciatore 1991)
Francesco Rossi (Merate, 27 aprile 1991) è un calciatore italiano, portiere dell'Atalanta.

## Caratteristiche tecniche
Abbastanza bravo in tutti i campi della porta, è tuttavia poco reattivo. È alto 193 cm e pesa 83 kg. Predilige il piede destro.

## Carriera

### Club
Cresciuto nelle giovanili dell'Atalanta, dal 2011 al 2017 viene mandato in prestito nelle serie minori italiane, prima di ritornare ai bergamaschi. In particolare, esordisce tra i professionisti nella stagione 2011-2012, nella quale gioca 2 partite in Coppa Italia e 3 partite in Lega Pro Prima Divisione con i bresciani del Lumezzane; nella sessione invernale del calciomercato il prestito viene interrotto, e Rossi passa con la medesima formula ai piemontesi del Cuneo, con cui gioca 16 partite in Lega Pro Seconda Divisione più ulteriori 4 partite nei play-off, al termine dei quali il club biancorosso conquista la promozione nella categoria superiore, in cui il portiere, riconfermato in prestito, trascorre la stagione 2012-2013 giocando da titolare (31 presenze in Lega Pro Prima Divisione e 2 presenze nei play-out, grazie ai quali il club mantiene la categoria). Negli anni seguenti continua a giocare in Lega Pro Prima Divisione: nella stagione 2013-2014 vi disputa in particolare 8 partite con la maglia del Pavia, mentre nella stagione 2014-2015 è il portiere titolare della neopromossa Lupa Roma, con cui oltre a giocare 30 partite realizza anche una rete, il 18 gennaio 2015, con un colpo di testa sul campo del Messina nei minuti di recupero del match, che regala alla sua squadra un pareggio (2-2). Veste poi la maglia del Prato (31 presenze in Lega Pro e 2 nei play-out durante la stagione 2015-2016) e Teramo (19 presenze durante la stagione 2016-2017).
Occupa poi per gran parte del suo tempo con i nerazzurri il ruolo di terzo portiere, collezionando 6 presenze in Serie A.Il suo esordio in massima serie avviene il 20 maggio 2018, entrando nel finale al posto di Pierluigi Gollini nell'ultima giornata di campionato in casa del Cagliari. Con la Dea trionfa in Europa League nella stagione 2023-2024, competizione nella quale colleziona la sua prima presenza in Europa, subentrando all'84º minuto nella trasferta vinta per 4-0 contro il Raków Częstochowa.

### Nazionale
Viene convocato dalla nazionale Under-20 italiana, con la quale disputa 3 partite, e dalla Under-21, che non gli consente tuttavia di scendere in campo.

## Statistiche

### Presenze e reti nei club
Statistiche aggiornate al 16 giugno 2025.
| Stagione        | Squadra         | Campionato      | Campionato | Campionato | Coppe nazionali | Coppe nazionali | Coppe nazionali | Coppe continentali | Coppe continentali | Coppe continentali | Altre coppe | Altre coppe | Altre coppe | Totale | Totale  |
| Stagione        | Squadra         | Comp            | Pres       | Reti       | Comp            | Pres            | Reti            | Comp               | Pres               | Reti               | Comp        | Pres        | Reti        | Pres   | Reti    |
| --------------- | --------------- | --------------- | ---------- | ---------- | --------------- | --------------- | --------------- | ------------------ | ------------------ | ------------------ | ----------- | ----------- | ----------- | ------ | ------- |
| 2011-gen. 2012  | Lumezzane       | 1D              | 3          | -9         | CI+CI-LP        | 2+3             | -2 + -3         | -                  | -                  | -                  | -           | -           | -           | 8      | -14     |
| gen.-giu. 2012  | Cuneo           | 2D              | 16+4       | -18 + -3   | CI-LP           | -               | -               | -                  | -                  | -                  | -           | -           | -           | 20     | -21     |
| 2012-2013       | Cuneo           | 1D              | 31+2       | -31 + -2   | CI+CI-LP        | 0               | 0               | -                  | -                  | -                  | -           | -           | -           | 33     | -33     |
| Totale Cuneo    | Totale Cuneo    | Totale Cuneo    | 47+6       | -49 + -5   |                 | 0               | 0               |                    | -                  | -                  |             | -           | -           | 53     | -54     |
| 2013-2014       | Pavia           | 1D              | 8          | -12        | CI-LP           | -               | -               | -                  | -                  | -                  | -           | -           | -           | 8      | -12     |
| 2014-2015       | Lupa Roma       | LP              | 30         | -43; 1     | CI-LP           | 2               | -2              | -                  | -                  | -                  | -           | -           | -           | 32     | -45; 1  |
| 2015-2016       | Prato           | LP              | 31+2       | -37 + -3   | CI-LP           | -               | -               | -                  | -                  | -                  | -           | -           | -           | 33     | -40     |
| 2016-gen. 2017  | Teramo          | LP              | 19         | -27        | CI+CI-LP        | 1+0             | -2              | -                  | -                  | -                  | -           | -           | -           | 20     | -29     |
| gen.-giu. 2017  | Atalanta        | A               | 0          | 0          | CI              | -               | -               | -                  | -                  | -                  | -           | -           | -           | 0      | 0       |
| 2017-2018       | Atalanta        | A               | 1          | -1         | CI              | 0               | 0               | UEL                | 0                  | 0                  | -           | -           | -           | 1      | -1      |
| 2018-2019       | Atalanta        | A               | 1          | 0          | CI              | 0               | 0               | UEL                | 0                  | 0                  | -           | -           | -           | 1      | 0       |
| 2019-2020       | Atalanta        | A               | 1          | -1         | CI              | 0               | 0               | UCL                | 0                  | 0                  | -           | -           | -           | 1      | -1      |
| 2020-2021       | Atalanta        | A               | 0          | 0          | CI              | 0               | 0               | UCL                | 0                  | 0                  | -           | -           | -           | 0      | 0       |
| 2021-2022       | Atalanta        | A               | 1          | -1         | CI              | 0               | 0               | UCL+UEL            | 0                  | 0                  | -           | -           | -           | 1      | -1      |
| 2022-2023       | Atalanta        | A               | 1          | 0          | CI              | 0               | 0               | -                  | -                  | -                  | -           | -           | -           | 1      | 0       |
| 2023-2024       | Atalanta        | A               | 1          | 0          | CI              | 0               | 0               | UEL                | 1                  | 0                  | -           | -           | -           | 2      | 0       |
| 2024-2025       | Atalanta        | A               | 0          | 0          | CI              | 1               | -1              | UCL                | 0                  | 0                  | SI+SU       | 0           | 0           | 1      | -1      |
| 2025-2026       | Atalanta        | A               | -          | -          | CI              | -               | -               | UCL                | -                  | -                  | -           | -           | -           | -      | -       |
| Totale Atalanta | Totale Atalanta | Totale Atalanta | 6          | -3         |                 | 1               | -1              |                    | 1                  | 0                  |             | 0           | 0           | 8      | -4      |
| Totale carriera | Totale carriera | Totale carriera | 152        | -188; 1    |                 | 9               | -10             |                    | 1                  | 0                  |             | 0           | 0           | 162    | -198; 1 |

## Palmarès

### Club

#### Competizioni giovanili
- Campionato Giovanissimi Nazionali: 1

Atalanta: 2004-2005

#### Competizioni internazionali
- UEFA Europa League: 1

Atalanta: 2023-2024